# 2016년 미국 대통령 선거 공화당 후보 경선
제41차 미국 공화당 전당대회 대의원 선출 경선 및 2016년 미국 대통령 선거 공화당 후보 경선은 2016년 11월 8일에 실시될 2016년 미국 대통령 선거에서 공화당 대통령 후보를 선출하기 위한 경선으로 2016년 2월 1일부터 6월 7일까지 실시되었다. 이후 전당대회에서 도널드 트럼프 트럼프 그룹 회장이 공화당 대선 후보로 최종 확정되었다. 트럼프는 1940년 이후 76년만에 최초의 비정치인 출신 "아웃사이더" 공화당 대선 후보가 됐다.

## 후보자

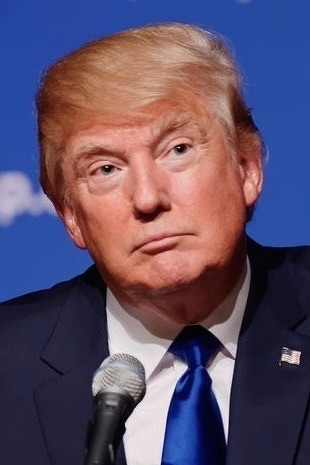
도널드 트럼프 트럼프 그룹 회장

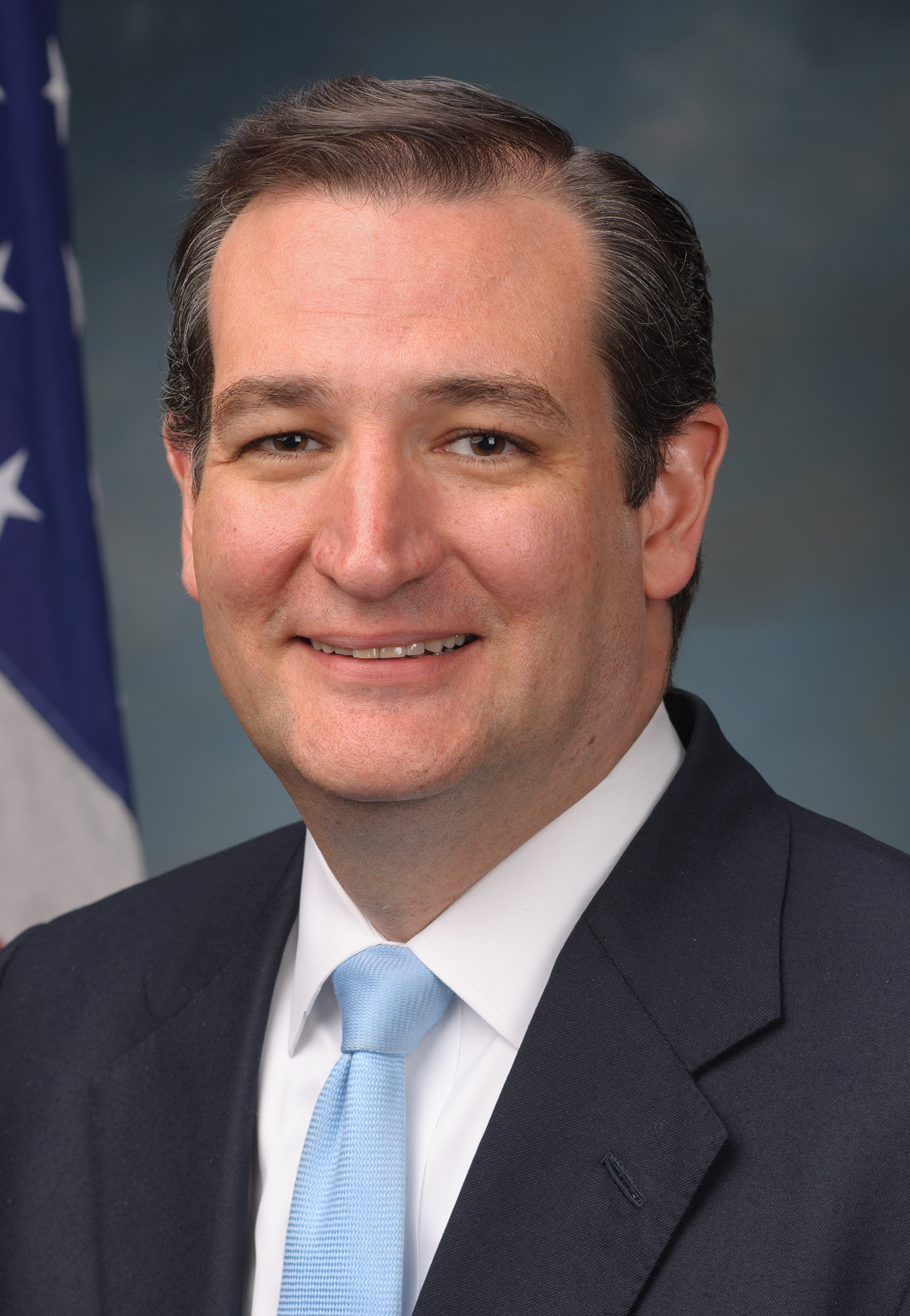
테드 크루즈 연방 상원의원(초선; 텍사스) (2016년 5월 3일 사퇴)
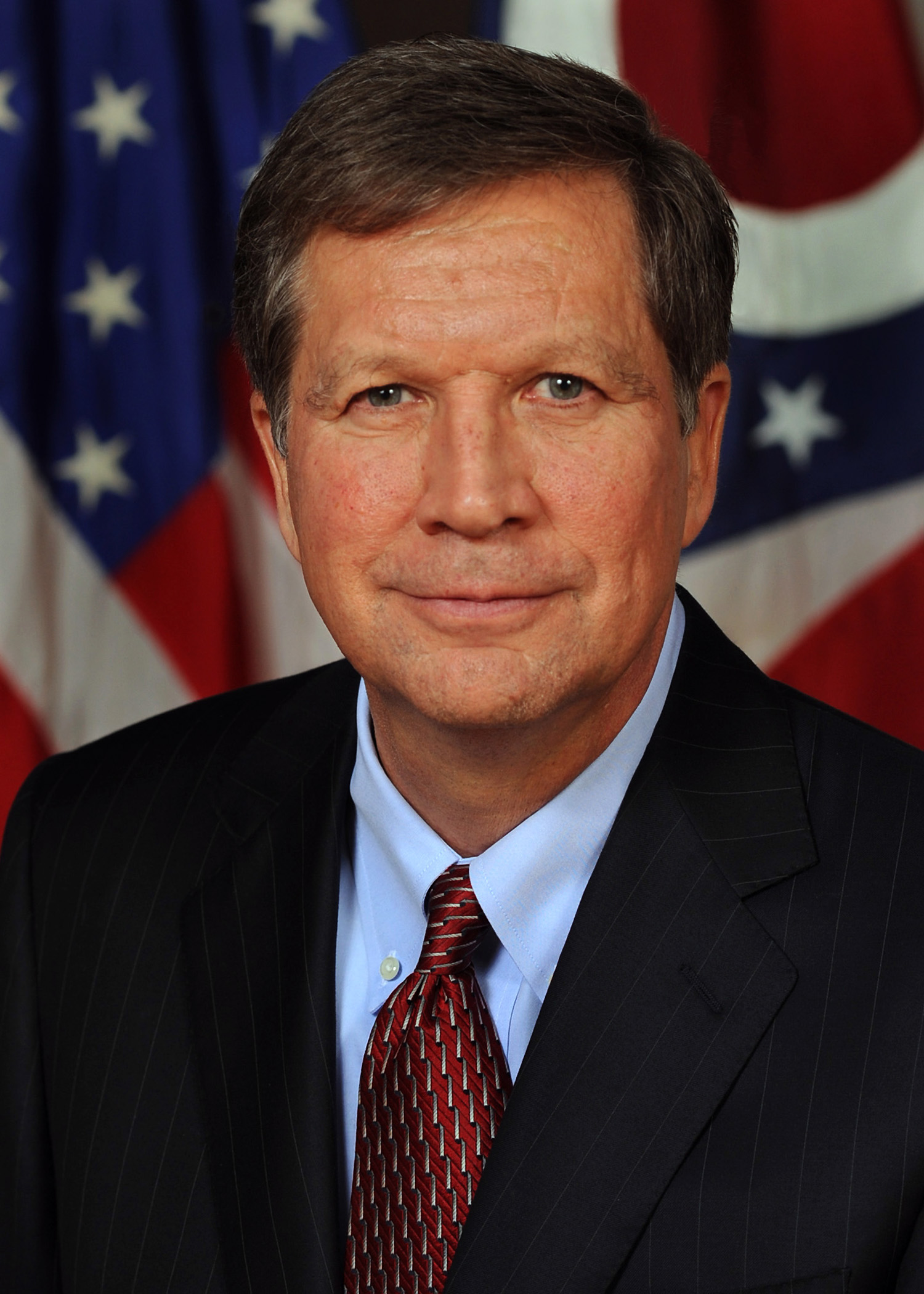
존 케이식 오하이오 주지사 (2016년 5월 4일 사퇴)
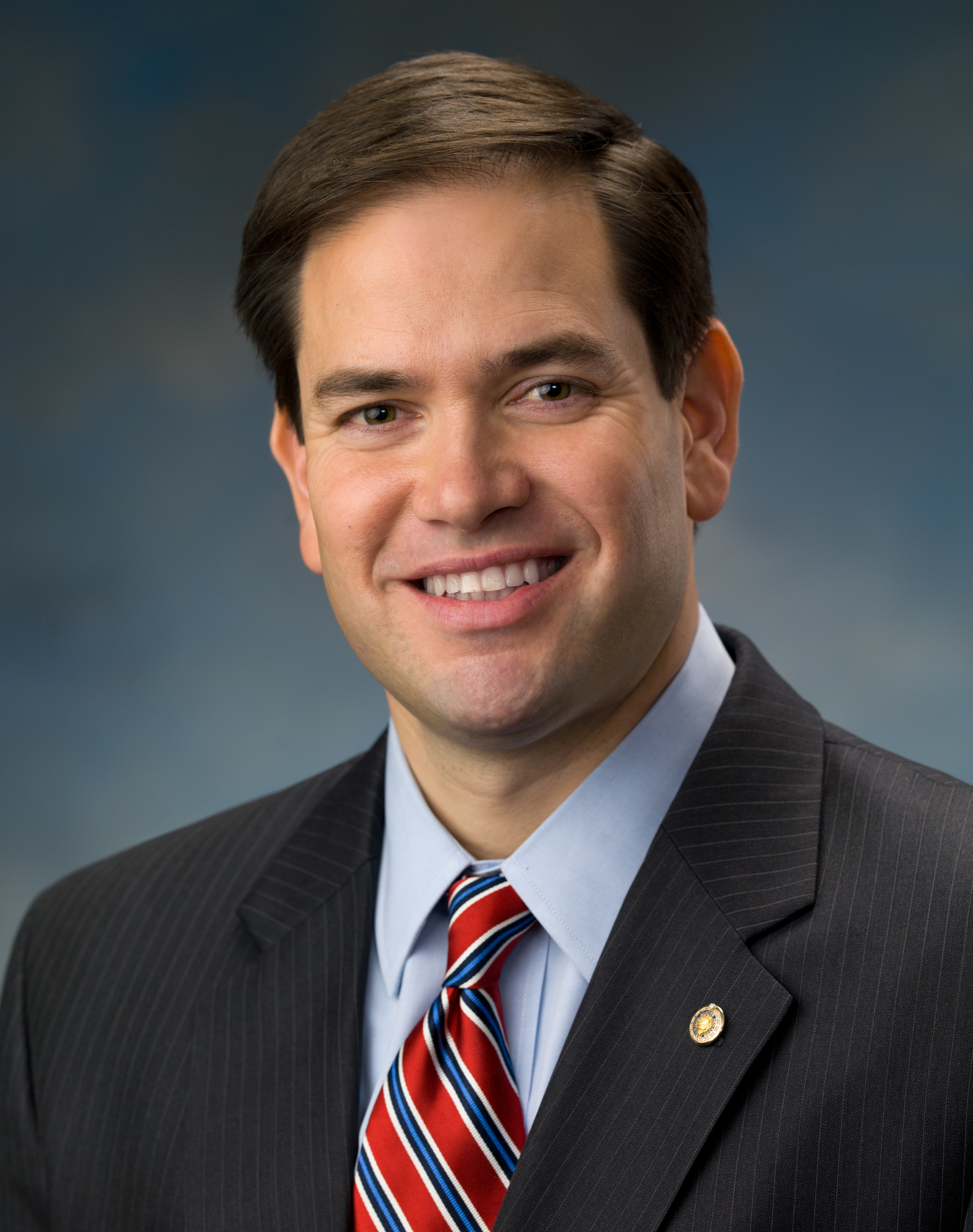
마코 루비오 연방 상원의원 (2016년 3월 15일 사퇴)

그 외에도 벤 카슨 전 존스홉킨스대 소아신경외과장, 젭 부시 전 플로리다 주지사, 랜드 폴 전 상원의원, 크리스 크리스티 뉴저지 주지사, 마이크 허커비 전 아칸소 주지사, 칼리 피오리나 전 휴렛 팩커드 대표, 짐 길모어 전 버지니아 주지사, 릭 샌토럼 전 상원의원 등이 출마를 선언했으나, 대부분 유의미한 성과를 거두지 못하고 경선 초반에 사퇴하였다.

## 배경

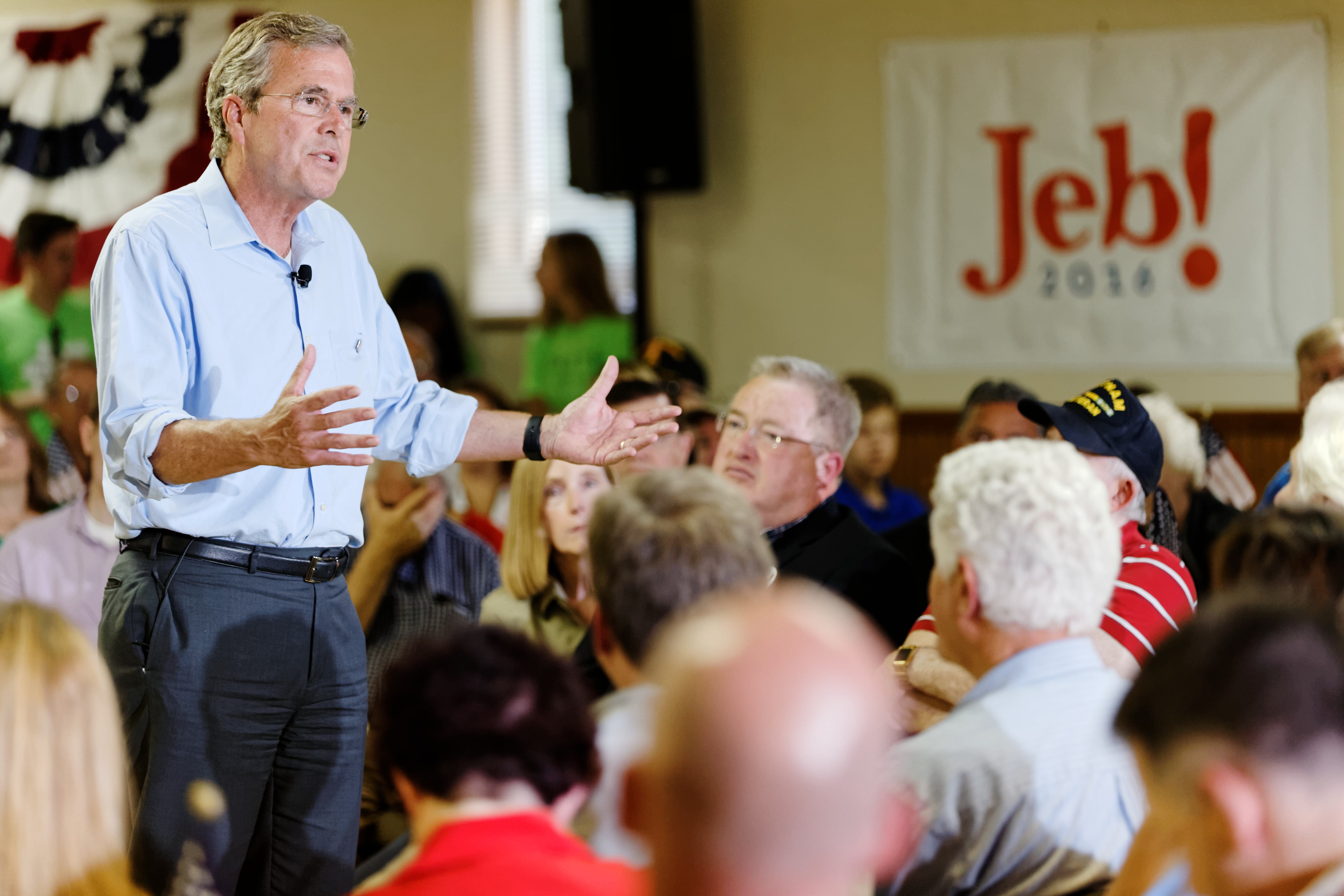
젭 부시는 2014년부터 2015년까지 여론조사 1위를 기록하였으나, 중반으로 넘어오면서 지지율이 추락하였다.

### 유력 주자의 부재
2012년 대선이 끝난 후. 공화당 내에선 다양한 정치인들이 차기 대권 주자로 거론되었는데, 주로 테드 크루즈, 마코 루비오, 랜드 폴 등 티파티 운동권 계열의 젊은 초선 상원의원들이나 젭 부시 전 플로리다 주지사, 크리스 크리스티 뉴저지 주지사, 조지 퍼타키 전 뉴욕 주지사, 스콧 워커 위스콘신 주지사, 짐 길모어 전 버지니아 주지사 등 민주당 강세 지역에서 주지사를 지낸 인물들이 거론됐다.
당초 히스패닉 및 중도층 표심을 공략할 수 있으리란 기대와 함께 루비오가 대선 주자 지지율 1위를 달리고 있었으나, 2013년경 기성 정치권에 직설적인 비판으로 참신한 이미지를 형성하고 있던 크리스티가 급부상, 대세론을 형성했다. 그러나 크리스티의 지지율은 브리지게이트 사건으로 치명타를 입으며 한 순간에 무너졌고, 끝내 재기하지 못했다.
이후 한동안 명확하게 선두를 달리는 후보가 없다가, 2014년 말부터는 조지 H. W. 부시 전 대통령의 차남이자 조지 W. 부시 전 대통령의 동생인 젭 부시 전 플로리다 주지사가 안정적으로 1위를 달리기 시작했다. 그러나 밋 롬니 전 매사추세츠 주지사가 출마를 고려하자 부시의 우위는 흔들리기 시작했고, 롬니가 불출마를 선언한 후로도 스콧 워커 위스콘신 주지사, 마코 루비오 플로리다 상원의원 등이 상승세를 타 부시를 위협하게 됐다.

### 트럼프 대세론
2015년 6월 16일, 재벌 회장이자 방송인인 도널드 트럼프가 대선 출마를 선언하였다. 대체로의 반응은 회의적이었으나 곧이어 실시된 여론조사에서 트럼프는 1위를 차지해 정계를 충격에 빠뜨렸다. 기존 1위를 차지하던 부시가 트럼프의 부상을 제대로 견제하지 못하던 사이, 역시 다른 비정치인 후보들도 주목을 받기 시작했다. 벤 카슨 전 존스홉킨스대 교수, 칼리 피오리나 전 HP 대표 등은 한때 여론조사에서 트럼프에 이어 2·3위를 기록하기도 했다. 트럼프의 1위는 시간이 지날수록 고착화되었고, 그 밑으로 카슨, 루비오, 부시, 크루즈, 피오리나 등이 각축을 벌였다. 연말로 갈수록 피오리나와 부시는 지지율이 점점 줄어들어, 트럼프, 카슨, 루비오, 크루즈의 4자 구도로 경선 구도가 재편되었다.
2015년 11월 파리 테러는 외교 전문가인 루비오와 이민 규제를 공약으로 내건 크루즈와 트럼프에겐 각각 자신을 부각시킬 수 있는 기회로 작용했으나, 외교 문제에 있어 일천한 이미지의 카슨에겐 지지율 악재였다. 결국 12월 즈음, 크루즈가 카슨을 제치고 2위를 차지하기에 이르렀다. 또한 당시 트럼프는 "무슬림의 입국을 제한하여야 한다"는 발언을 하여 논란을 일으켰으나, 발언 이후 여론조사에서 트럼프의 지지율이 오히려 올라간 것으로 나타났다.
당내 주류파 중에는 트럼프의 선출을 막기 위해 주류 후보 단일화를 진행해야 된다는 의견이 나오게 되었다. 그러나 이에 대해 트럼프는 불공정 경선 시 탈당하고 무소속 출마를 불사하겠다며 반발하였다.

## 대의원 선출 경선 결과
공화당은 2월 1일부터 6월 7일까지 약 4개월에 걸쳐 대의원 선출 순회 경선을 진행했다.
크루즈·루비오는 첫 경선 지역인 아이오와에서 각각 1·3위를 함으로서 흐름을 잡는 듯 보였으나, 곧이어 치러진 뉴햄프셔 경선에선 3·5위로 떨어져 충격을 주었다. 특히 루비오는 아이오와 경선에서 젊은 층, 온건보수층의 지지를 받는 것으로 나타나 기대를 모았으나, 뉴햄프셔 경선 직전 토론회에서 준비된 포인트 문장을 앵무새처럼 반복하는 모습을 보여 지지자들을 크게 잃은 것으로 분석됐다. 이후 치러진 경선들에서 크루즈는 선전하고 루비오는 계속해서 뒤처져, 경선은 트럼프와 크루즈의 양강 구도의 느낌으로 바뀌어갔다. 당초 루비오를 전면 지원하던 당내 주류파도 점점 크루즈를 지원했다. 결국 루비오는 3월 15일, 후보직을 사퇴하였다. 주류파와 친하지 않던 크루즈는 자신이 트럼프를 이길 수 있는 유일한 후보라며 지지를 호소하고 다녔다.
그러나 트럼프는 단 한 번도 크루즈에게 역전을 허용하지 않고 표차를 늘려나갔다. 결국 4월 19일 뉴욕 경선에서 참패한 뒤, 크루즈는 남은 지역 경선 모두에서 승리해도 과반 대의원을 얻을 수 없게 됐다. 이 즈음에 크루즈는 전략을 바꿔 결선투표론을 주장했다. 통상 전당대회 이전에 승자가 결정나는 것과 달리, 어떻게든 트럼프가 남은 경선 기간 동안 과반 대의원을 확보하는 걸 막아 전당대회 때 결선 투표를 해야 하게 하자는 것이었다. 이를 위해 경선 막바지에 크루즈와 케이식 두 후보가 일부 지역에서 단일화를 선언하는 등 (케이식이 인디애나 경선에선 크루즈를 지지하고 크루즈는 오리건, 뉴멕시코 경선에서 케이식에게 표를 몰아주는 방식) 트럼프의 과반 대의원 확보를 저지하기 위해 전력을 다했으나, 단일화 지역들에서 모두 트럼프가 압도적으로 승리하며 수포로 돌아갔다.
| 날짜     | 지역                | 트럼프 | 크루즈 | 루비오 | 케이식 | 카슨 | 기타 | 무소속 | 계    |
| -------- | ------------------- | ------ | ------ | ------ | ------ | ---- | ---- | ------ | ----- |
| 2월 1일  | 아이오와            | 7      | 8      | 7      | 1      | 3    | 4    |        | 30    |
| 2월 9일  | 뉴햄프셔            | 11     | 3      | 2      | 4      |      | 3    |        | 23    |
| 2월 20일 | 사우스캐롤라이나    | 50     |        |        |        |      |      |        | 50    |
| 2월 23일 | 네바다              | 14     | 6      | 7      | 1      | 2    |      |        | 30    |
| 3월 1일  | 앨라배마            | 36     | 13     | 1      |        |      |      |        | 50    |
| 3월 1일  | 알래스카            | 11     | 12     | 5      |        |      |      |        | 28    |
| 3월 1일  | 아칸소              | 16     | 15     | 9      |        |      |      |        | 40    |
| 3월 1일  | 조지아              | 42     | 18     | 16     |        |      |      |        | 76    |
| 3월 1일  | 매사추세츠          | 22     | 4      | 8      | 8      |      |      |        | 42    |
| 3월 1일  | 미네소타            | 8      | 13     | 17     |        |      |      |        | 38    |
| 3월 1일  | 오클라호마          | 13     | 15     | 12     |        |      |      | 3      | 43    |
| 3월 1일  | 테네시              | 33     | 16     | 9      |        |      |      |        | 58    |
| 3월 1일  | 텍사스              | 48     | 104    | 3      |        |      |      |        | 155   |
| 3월 1일  | 버몬트              | 8      |        |        | 8      |      |      |        | 16    |
| 3월 1일  | 버지니아            | 17     | 8      | 16     | 5      | 3    |      |        | 49    |
| 3월 5일  | 캔자스              | 9      | 24     | 6      | 1      |      |      |        | 40    |
| 3월 5일  | 켄터키              | 17     | 15     | 7      | 7      |      |      |        | 46    |
| 3월 5일  | 루이지애나          | 18     | 18     | 5      |        |      |      | 5      | 46    |
| 3월 5일  | 메인                | 9      | 12     |        | 2      |      |      |        | 23    |
| 3월 6일  | 푸에르토리코        |        |        | 23     |        |      |      |        | 23    |
| 3월 8일  | 하와이              | 11     | 7      | 1      |        |      |      |        | 19    |
| 3월 8일  | 아이다호            | 12     | 20     |        |        |      |      |        | 32    |
| 3월 8일  | 미시간              | 25     | 17     |        | 17     |      |      |        | 59    |
| 3월 8일  | 미시시피            | 25     | 15     |        |        |      |      |        | 40    |
| 3월 10일 | 미국령 버진아일랜드 |        |        |        |        |      |      | 9      | 9     |
| 3월 12일 | 워싱턴 D.C.         |        |        | 10     | 9      |      |      |        | 19    |
| 3월 12일 | 괌                  |        |        |        |        |      |      | 9      | 9     |
| 3월 15일 | 플로리다            | 99     |        |        |        |      |      |        | 99    |
| 3월 15일 | 일리노이            | 54     | 9      |        | 6      |      |      |        | 69    |
| 3월 15일 | 미주리              | 37     | 15     |        |        |      |      |        | 52    |
| 3월 15일 | 노스캐롤라이나      | 29     | 27     | 6      | 9      | 1    |      |        | 72    |
| 3월 15일 | 북마리아나          | 9      |        |        |        |      |      |        | 9     |
| 3월 15일 | 오하이오            |        |        |        | 66     |      |      |        | 66    |
| 3월 22일 | 미국령 사모아       |        |        |        |        |      |      | 9      | 9     |
| 3월 22일 | 애리조나            | 58     |        |        |        |      |      |        | 58    |
| 3월 22일 | 유타                |        | 40     |        |        |      |      |        | 40    |
| 4월 3일  | 노스다코타          |        |        |        |        |      |      | 28     | 28    |
| 4월 5일  | 위스콘신            | 6      | 36     |        |        |      |      |        | 42    |
| 4월 9일  | 콜로라도            |        | 30     |        |        |      |      | 7      | 37    |
| 4월 16일 | 와이오밍            | 1      | 23     | 1      |        |      |      | 4      | 29    |
| 4월 19일 | 뉴욕                | 89     |        |        | 6      |      |      |        | 95    |
| 4월 26일 | 코네티컷            | 28     |        |        |        |      |      |        | 28    |
| 4월 26일 | 델라웨어            | 16     |        |        |        |      |      |        | 16    |
| 4월 26일 | 메릴랜드            | 38     |        |        |        |      |      |        | 38    |
| 4월 26일 | 펜실베이니아        | 17     |        |        |        |      |      | 54     | 71    |
| 4월 26일 | 로드아일랜드        | 12     |        |        | 5      |      |      |        | 19    |
| 5월 3일  | 인디애나            | 57     |        |        |        |      |      |        | 57    |
| 5월 10일 | 네브래스카          | 36     |        |        |        |      |      |        | 36    |
| 5월 10일 | 웨스트버지니아      | 30     |        |        | 1      |      |      | 3      | 34    |
| 5월 17일 | 오리건              | 18     | 5      |        | 5      |      |      |        | 28    |
| 5월 24일 | 워싱턴              | 41     |        |        |        |      |      | 3      | 44    |
| 6월 7일  | 캘리포니아          | 172    |        |        |        |      |      |        | 172   |
| 6월 7일  | 몬태나              | 27     |        |        |        |      |      |        | 27    |
| 6월 7일  | 뉴저지              | 51     |        |        |        |      |      |        | 51    |
| 6월 7일  | 뉴멕시코            | 24     |        |        |        |      |      |        | 24    |
| 6월 7일  | 사우스다코타        | 29     |        |        |        |      |      |        | 29    |
| 합계     | 합계                | 1,440  | 548    | 171    | 161    | 9    | 7    | 134    | 2,472 |

도널드 트럼프 후보가 재적 대의원 과반인 1,237명 이상의 대의원을 당선시키는데 성공하면서 대선 후보로 사실상 확정되었다.

## 전당대회
공화당은 오하이오주 클리블랜드 시에서 7월 18일에서 21까지 나흘 간 전당대회를 열고 둘째날인 19일 대의원 투표를 진행, 그 결과를 Roll Call을 통해 집계하였다.
| 대의원단            | 트럼프 | 크루즈 | 케이식 | 루비오 | 기타 | 합계  |
| ------------------- | ------ | ------ | ------ | ------ | ---- | ----- |
| 앨라배마            | 36     | 13     |        | 1      |      | 50    |
| 알래스카            | 28     |        |        |        |      | 28    |
| 미국령 사모아       | 9      |        |        |        |      | 9     |
| 애리조나            | 58     |        |        |        |      | 58    |
| 아칸소              | 25     | 15     |        |        |      | 40    |
| 캘리포니아          | 172    |        |        |        |      | 172   |
| 콜로라도            | 4      | 31     |        |        | 2    | 37    |
| 코네티컷            | 28     |        |        |        |      | 28    |
| 델라웨어            | 16     |        |        |        |      | 16    |
| 워싱턴 D.C.         | 19     |        |        |        |      | 19    |
| 플로리다            | 99     |        |        |        |      | 99    |
| 조지아              | 42     | 18     |        | 16     |      | 76    |
| 괌                  | 9      |        |        |        |      | 9     |
| 하와이              | 11     | 7      |        | 1      |      | 19    |
| 아이다호            | 12     | 20     |        |        |      | 32    |
| 일리노이            | 54     | 9      | 6      |        |      | 69    |
| 인디애나            | 57     |        |        |        |      | 57    |
| 아이오와            | 30     |        |        |        |      | 30    |
| 캔자스              | 9      | 24     | 1      | 6      |      | 40    |
| 켄터키              | 17     | 15     | 7      | 7      |      | 46    |
| 루이지애나          | 31     | 15     |        |        |      | 46    |
| 메인                | 9      | 12     | 2      |        |      | 23    |
| 메릴랜드            | 38     |        |        |        |      | 38    |
| 매사추세츠          | 22     | 4      | 8      | 8      |      | 42    |
| 미네소타            | 8      | 13     |        | 17     |      | 38    |
| 미시시피            | 25     | 15     |        |        |      | 40    |
| 미주리              | 41     | 11     |        |        |      | 52    |
| 몬태나              | 27     |        |        |        |      | 27    |
| 네브래스카          | 36     |        |        |        |      | 36    |
| 네바다              | 14     | 6      | 1      | 7      | 2    | 30    |
| 뉴햄프셔            | 11     | 3      | 4      | 2      | 3    | 23    |
| 뉴저지              | 51     |        |        |        |      | 51    |
| 뉴멕시코            | 24     |        |        |        |      | 24    |
| 노스캐롤라이나      | 29     | 27     | 9      | 6      | 1    | 72    |
| 노스다코타          | 21     | 6      |        |        | 1    | 28    |
| 북마리아나          | 9      |        |        |        |      | 9     |
| 오하이오            |        |        | 66     |        |      | 66    |
| 오클라호마          | 24     | 19     |        |        |      | 43    |
| 오리건              | 23     | 5      |        |        |      | 28    |
| 뉴욕                | 89     |        | 6      |        |      | 95    |
| 푸에르토리코        |        |        |        | 23     |      | 23    |
| 로드아일랜드        | 12     | 2      | 5      |        |      | 19    |
| 사우스캐롤라이나    | 50     |        |        |        |      | 50    |
| 사우스다코타        | 29     |        |        |        |      | 29    |
| 테네시              | 33     | 16     |        | 9      |      | 58    |
| 텍사스              | 48     | 104    |        | 3      |      | 155   |
| 미국령 버진아일랜드 | 8      |        |        |        | 1    | 9     |
| 유타                | 40     |        |        |        |      | 40    |
| 버몬트              | 13     |        | 1      |        | 2    | 16    |
| 버지니아            | 17     | 8      | 5      | 16     | 3    | 49    |
| 워싱턴              | 44     |        |        |        |      | 44    |
| 웨스트버지니아      | 34     |        |        |        |      | 34    |
| 위스콘신            | 6      | 36     |        |        |      | 42    |
| 와이오밍            | 3      | 23     | 2      | 1      |      | 29    |
| 미시간              | 51     | 6      | 2      |        |      | 59    |
| 펜실베이니아        | 70     | 1      |        |        |      | 71    |
| 합계                | 1,725  | 484    | 125    | 123    | 15   | 2,472 |

알래스카의 대의원단 28명은 트럼프에게 11표, 크루즈에게 12표, 루비오에게 5표를 투표했으나, 당에서 28표 모두 트럼프의 표로 기록하자 폴 라이언 전당대회 의장에게 시정을 요구했다. 이에 라인스 프리버스 공화당 대표는 알래스카 주당의 당규가 다른 지역의 당규와 달리 경선에서 모든 후보가 사퇴하고 한 후보만 남은 경우 사퇴한 후보들의 표는 모두 남은 한 후보에게 몰아주도록 규정하고 있어 이에 따른 것이라고 해명하고 개표 기록의 수정을 거부하였다. 이 외에도 워싱턴 D.C., 유타 등 역시 대의원 투표 결과와 다르게 개표 결과가 기록되었고, 알래스카와 비슷한 경우로 보인다.
개표 보고가 모두 끝난 뒤 폴 라이언 전당대회 의장은 합산 결과 도널드 트럼프 후보가 당선 요건을 넘는 1,725표를 득표했다고 발표하고 트럼프가 공화당의 대통령 후보로 공식 선출되었다고 선포했다.
직후, 부통령 후보 경선에 후보가 1명만 등록한 경우 대의원 투표 없이 구두 표결로 추대가 가능하다는 규정에 따라 유일하게 입후보한 마이크 펜스 인디애나 지사가 공화당 부통령 후보로 추대되었다.

## 같이 보기
- 2016년 미국 대통령 선거 민주당 후보 경선